# Oxidação da dipirona

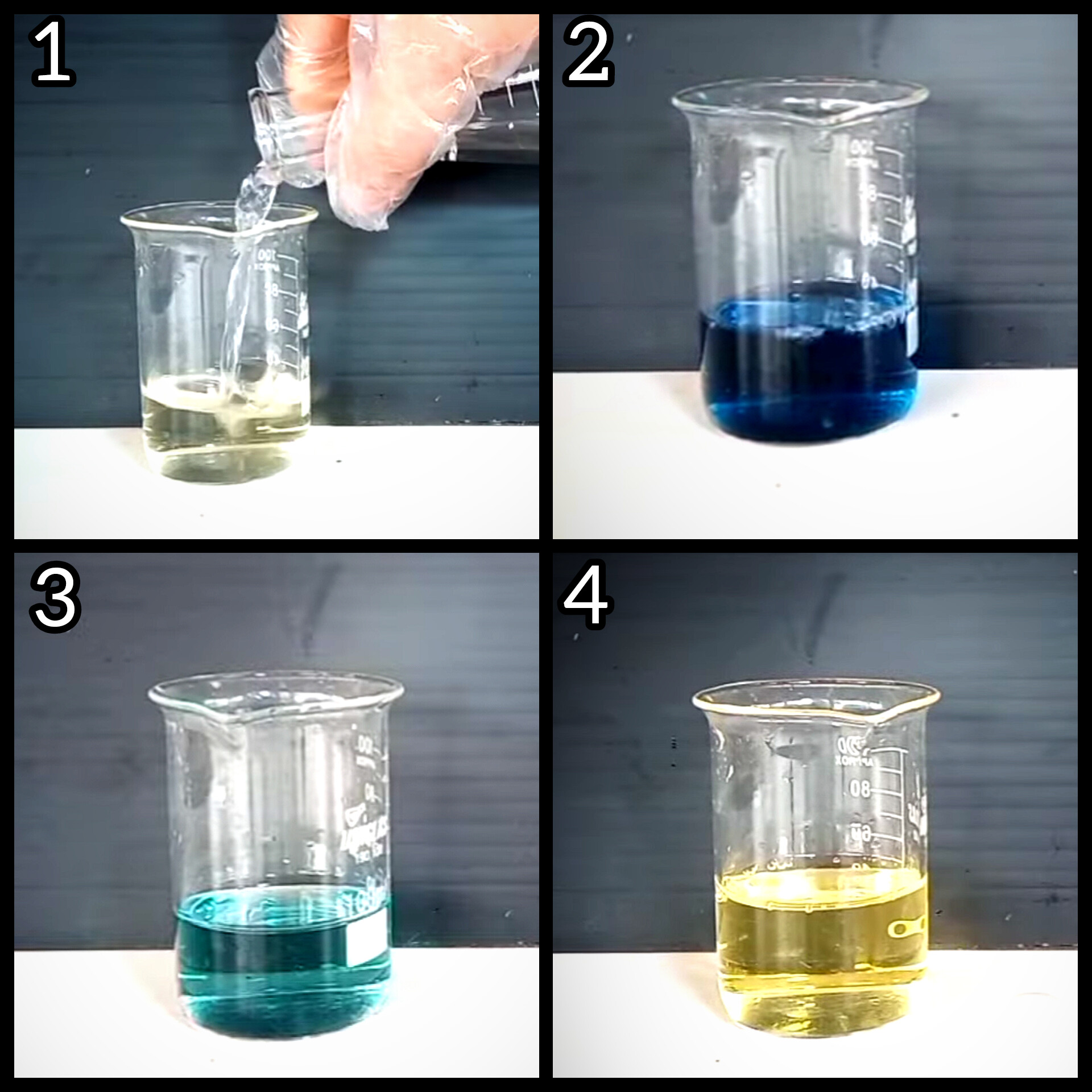
Reação química entre a dipirona sódica e o hipoclorito de sódio (água sanitária): 1- mistura entre as soluções aquosas de dipirona e água sanitária ; 2- solução imediatamente após a adição de solução de hipoclorito, mostrando o surgimento da cor azul escura do radical livre; 3- desvanecimento da cor azul à medida que o radical instável se decompõe, concomitante com o surgimento da cor amarela da quinona (~45 segundos após a mistura); 4- estado final da solução, um minuto após a mistura, com a cor amarela da quinona visível

A oxidação da dipirona é uma experiência química que foi descoberta e popularizada recentemente (em 2020) que consiste na reação química entre a dipirona sódica, um medicamento analgésico muito comum no Brasil, e o hipoclorito de sódio (água sanitária), um alvejante comum para lavagem de roupas. Possui como característica principal um efeito visual inesperado de mudança de cor, com o surgimento de uma intensa cor azul-escura imediatamente após o contato entre os dois reagentes incolores, a qual lentamente desvanece passando por uma tonalidade esverdeada até restar, após cerca de um minuto, uma solução amarela intensa com um forte odor adocicado característico que lembra plástico aquecido com traços de cloro. Uma liberação de bolhas de gás acompanhada de uma ligeira turvação ou surgimento de uma coloração alaranjada também pode ser observada em algumas ocasiões.
Esta reação química ilustra bem um processo de oxirredução, cinética química e também é uma rara oportunidade de observar a formação de um radical livre a olho nu, sem precisar recorrer a espectroscópios e outros procedimentos complexos.

## Procedimento Experimental[1]

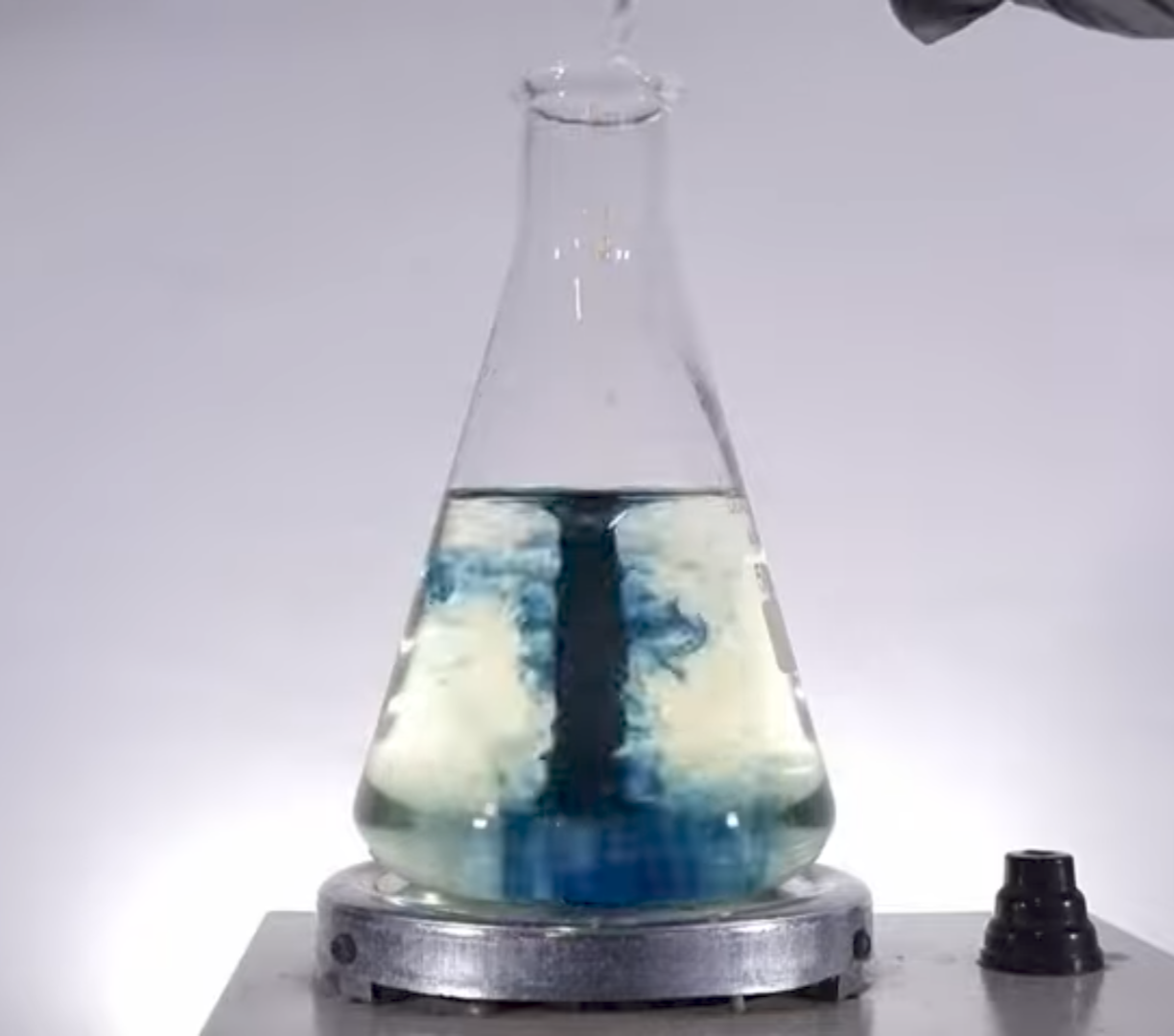
Adição de gotas de dipirona sobre uma solução diluída de água sanitária sob agitação

Em um frasco com 100 mL de água, adiciona-se 5 a 10 gotas de solução de dipirona sódica em gotas. Num frasco separado, mistura-se uma parte de água sanitária e uma parte de água, formando uma mistura 1:1 (ou seja, diluindo a água sanitária para metade da concentração original). Por fim, adiciona-se pouco a pouco a solução de água sanitária à solução de dipirona em água sob agitação.
Esta experiência também pode ser realizada utilizando-se comprimidos de dipirona em vez do medicamento na forma líquida. Neste caso, o comprimido deve ser triturado e o pó resultante dissolvido em água, seguido da filtração da mistura para reter os excipientes insolúveis, antes de ser efetuada a mistura com a solução de água sanitária.
O resultado dessa mistura é o desenvolvimento de uma intensa cor azul a partir das duas soluções incolores, a qual surge rapidamente na mistura, perdurando por cerca de 20 segundos e começando a desvanecer gradualmente, mudando para uma cor esverdeada até se tornar amarelo forte. Essa mudança geralmente ocorre em menos de 1 minuto.
A solução poderá apresentar ligeira efervescência devido aos gases liberados, além de liberar um odor pungente característico, ocasionado pela benzoquinona formada como um dos produtos finais.
Uma observação importante a ser feita é a de que deve-se evitar a adição de excesso de água sanitária (por exemplo, adição direta do alvejante sem prévia diluição, ou adicionar menos de cinco gotas de dipirona, ou ainda, gotejar o medicamento diretamente sobre um grande volume do alvejante), pois isso fará a reação de oxidação ocorrer de forma muito mais rápida, de modo que a cor azul desejada poderá não aparecer. Além do fato do excesso de hipoclorito reagir gerando produtos perigosos como compostos benzênicos clorados, gás cloro e possivelmente tricloreto de nitrogênio potencialmente explosivo.

## Explicação

Estrutura molecular da dipirona sódica

A dipirona sódica ou metamizol sódico é um medicamento derivado de compostos conhecidos como fenil-pirazolonas, contendo um grupamento sulfonato ligado. Ela atua como um agente redutor suave, e na presença de um agente oxidante, tem o seu grupo sulfonometil oxidado e removido, formando um composto chamado 4-metilamino-antipirina (também chamado metilaminofenazona ou monometil-aminopirina, que é o composto analgésico de fato) e liberando um íon bissulfato e formaldeído como co-produtos.
O hipoclorito de sódio, o princípio ativo da água sanitária, é um agente oxidante forte. Esse composto contém o íon hipoclorito, ClO–, que contém uma ligação Cl–O bastante fraca que pode se romper facilmente, liberando oxigênio atômico que é uma espécie química muito reativa e oxidante, bem como a espécie química extremamente reativa "Cl+" em meios ácidos. Ele reage com a dipirona em uma reação complexa e com várias etapas, na qual a molécula do analgésico é oxidada e desmontada até restar uma mistura de substâncias que consiste em benzoquinona (um composto amarelo forte resultante da oxidação do anel benzênico da dipirona) gás nitrogênio, gás carbônico, formaldeído e ácido acético. Um desses intermediários do processo é um radical livre instável de cor azul que dura por alguns segundos na solução antes de ser destruído. A cor esverdeada que pode ser observada na transição do azul ao amarelo não é atribuída a um composto específico, sendo simplesmente originada da mistura visual entre as duas cores.

## Reação

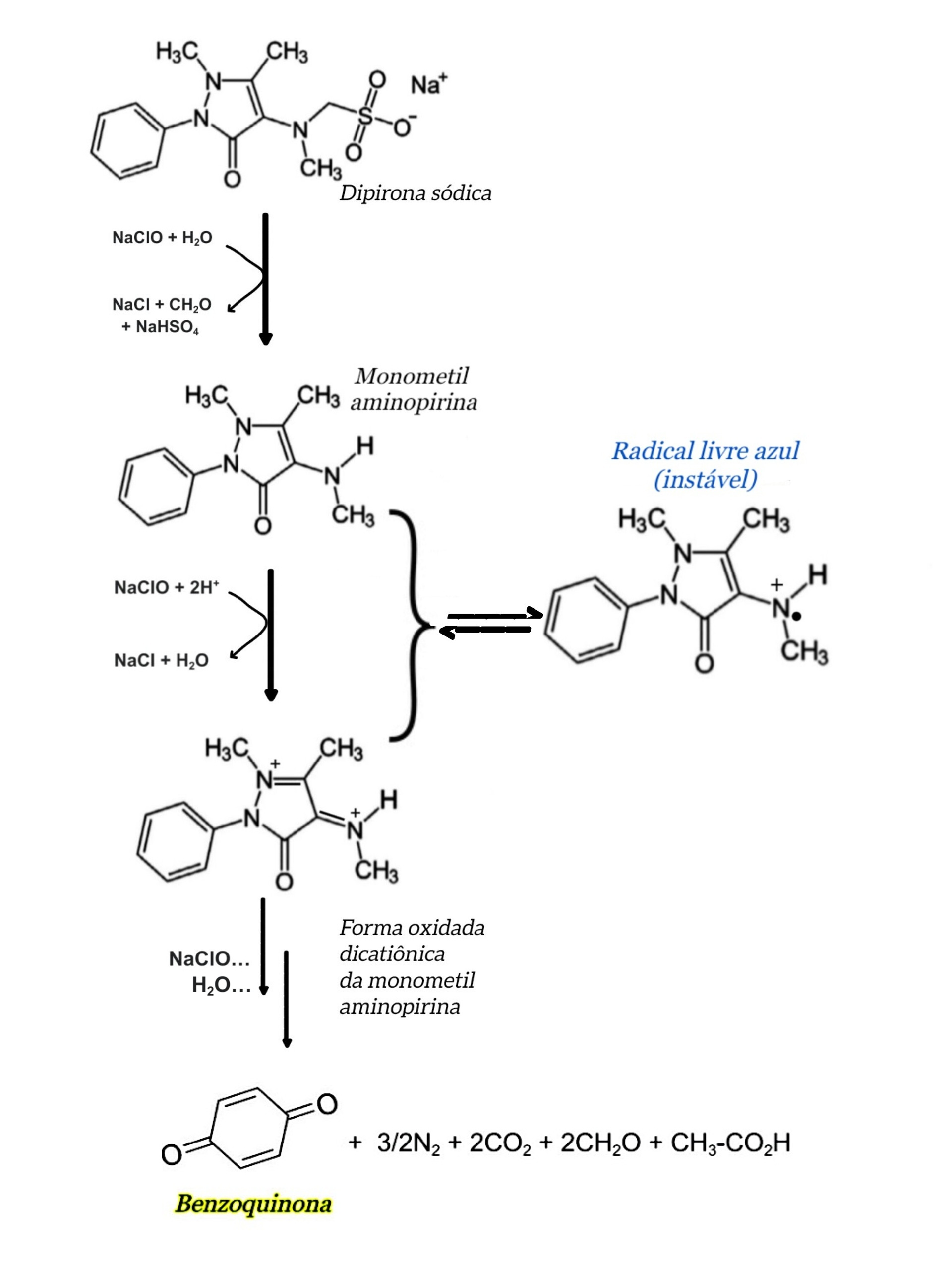
Diagrama da reação química entre a dipirona sódica e o hipoclorito de sódio, produzindo benzoquinona amarela como um dos produtos finais. Essa reação tem como um dos produtos intermediários um radical livre persistente de cor azul, o qual é fruto de uma reação de transferência de elétrons entre uma molécula de MAP e o dicátion gerado numa etapa subsequente pela oxidação de outra molécula de MAP por mais hipoclorito. Esse radical é intensamente colorido e, por isso, bastante visível durante a reação.

Na primeira etapa dessa reação em cascata, a dipirona é oxidada pelo hipoclorito de sódio (NaClO) e reage também com uma molécula de água formando monometil aminopirina (MAP), bissulfato de sódio e formaldeído (o qual pode ser ainda oxidado por mais hipoclorito a ácido fórmico ou gás carbônico). O hipoclorito de sódio é reduzido a cloreto de sódio.
Numa segunda etapa, a MAP é oxidada por outra unidade de NaClO, além de dois íons H+, resultando uma forma oxidada dicatiônica da MAP (MAP2+). Esta reação é favorecida por um meio ácido e ocorre com o ataque do ácido hipocloroso (HClO, formado pela reação do hipoclorito com os íons hidrogênio do meio ácido) ao grupo amina secundária da monometil aminopirina, com a formação intermediária de um intermediário cloramina que logo se quebra, liberando o dicátion e um íon cloreto.
O dicátion da monometil aminopirina oxidada é um intermediário muito reativo de cor amarela fraca e pode sofrer várias reações simultâneas. Ele pode reagir com mais hipoclorito e água sendo quebrado em vários produtos, como CO2, ácido acético, gás nitrogênio e benzoquinona, o composto responsável pela cor amarela intensa vista ao final da reação.
A reação completa (desconsiderando a possível oxidação adicional dos formaldeídos gerados) pode ser resumida pela seguinte equação química:
2NaC
13H
16N
3O
4S
 + 23NaClO —> 2C
6H
4O
2
 + 6CH
2O
 + 3N
2
 + 4CO
2
 + 2CH
3CO
2H
 + 2NaHSO
4
 + 23NaCl + H
2O

No entanto, a reação mais emblemática da experiência é a formação de um produto de cor azul profunda transitória, o qual se forma a partir da reação de comproporcionamento reversível entre o dicátion da monometil aminopirina formada na segunda etapa e a monometil aminopirina neutra formada na primeira. O dicátion MAP2+ oxida a MAP neutra retirando-lhe um elétron, de forma que ambas as espécies químicas se convertem em um íon-radical livre MAP•+ de cor azul-escura:
MAP2+ + MAP0 {\displaystyle \rightleftharpoons } 2MAP•+

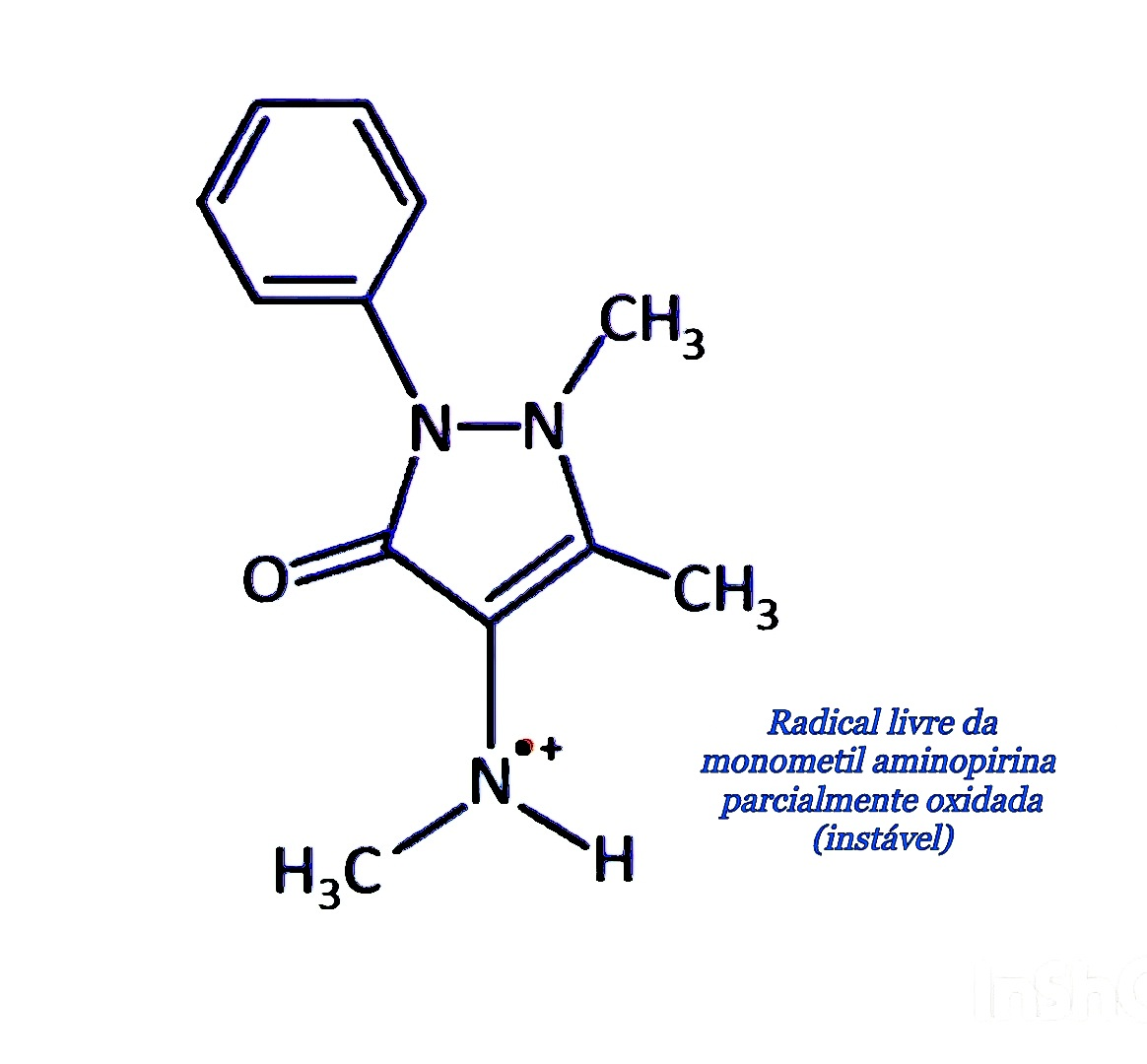
Estrutura do radical azul

Essa espécie química azul é um radical livre, ou seja, uma molécula na qual um dos átomos presentes está com um octeto incompleto com 7 elétrons, sendo, portanto, uma espécie química instável que tende a reagir rapidamente com outras espécies químicas do meio para completar o octeto desse átomo incompleto, o que resulta na destruição do radical e, portanto, na perda de sua cor característica.
Radicais livres, portanto, são espécies químicas geralmente instáveis e que existem por um tempo muito curto antes de sofrerem decomposição ou reação com outras substâncias, por isso geralmente não podem ser isolados como substâncias puras e geralmente são muito difíceis de serem observados sem o auxílio de instrumentos especiais. No entanto, esse radical azul oriundo da oxidação da dipirona pelo hipoclorito (mesmo apesar de não poder ser isolado) possui uma cor especialmente intensa e persiste em solução por tempo suficiente para ser percebido claramente. Tal efeito ocorre por uma combinação de fatores:[carece de fontes?]
- Esse radical MAP•+ é um pouco mais estável do que a maioria dos outros radicais livres, devido a um efeito de ressonância que deixa o elétron desemparelhado deslocalizado pela estrutura do anel pirazolona. Isso diminui a urgência para o átomo de octeto incompleto se completar, já que o elétron ímpar fica alternando entre átomos diferentes do anel.

- O radical existe em equilíbrio químico dinâmico com a monometil aminopirina e o dicátion, de forma que ele é constantemente reformado na mesma proporção em que se decompõe.

No entanto, conforme o dicátion vai sofrendo outras reações paralelas (como a hidrólise e oxidação irreversíveis para a quinona), sua concentração no meio diminui e isso causa o deslocamento do equilíbrio da formação do radical azul para a esquerda, na direção de seu desproporcionamento para MAP neutra e dicátion. Com isso, sua concentração na solução vai diminuindo gradativamente e, por causa disso, a cor azul vai desaparecendo.

## Implicações
Esta experiência é uma das únicas formas de observar a formação clara de um radical livre a partir de produtos comuns e caseiros, acessíveis à maioria dos estudantes. Ela apresenta um efeito visual belo e impactante, com mudanças dramáticas de cor. Sendo uma experiência fácil de realizar, com um efeito chamativo e uma explicação inusitada que aborda radicais livres, ela tem se tornado popular na divulgação científica e como uma forma didática de ensino da Química. A partir dessa experiência, além da já referida explicação sobre radicais livres, o estudante pode ver na prática noções de oxidação e redução, cinética química e equilíbrio químico, bem como fatores que afetam esse equilíbrio.

## Aprimoramentos
Após novas instâncias de realizações desse experimento, alguns aprimoramentos puderam ser feitos. Constatou-se que esta reação é favorecida em meio levemente ácido, e que é o ácido hipocloroso, e não o sal de hipoclorito em si, o responsável pela oxidação do MAP ao dicátion (e, por consequência, a formação do radical). Observou-se na prática que a execução desse experimento com adição de dez gotas de ácido acético 4% (vinagre) à mistura (um ácido fraco) resultava num maior tempo de duração da cor azul do radical, o qual perdurou por um tempo consideravelmente maior em solução antes de começar a desvanecer.
Por outro lado, a adição do NaClO a uma solução de dipirona contendo carbonato de sódio adicionado (um composto de caráter básico) resultou diretamente no aparecimento da cor amarela da benzoquinona sem passar pela cor azul do radical. Faltam ainda estudos para esclarecer se o MAP é diretamente oxidado a quinona em meio básico sem formar o dicátion e o radical, ou se o radical é ainda mais desestabilizado nesse meio, ao ponto de se formar e ser destruído tão rápido que sua cor azul não chega a aparecer. [carece de fontes?]
Outra constatação, baseada na cinética química, é a de que um aumento na temperatura acarreta no aumento da velocidade da reação, inclusive a reação de quebra do dicátion, deslocando o equilíbrio da formação do radical para a esquerda e diminuindo assim a duração da cor azul. Na mão oposta, a diminuição da temperatura também leva à diminuição da velocidade dessas reações, de forma que a cor azul perdura por mais tempo.
A combinação dos dois fatores citados acima (experiência realizada em meio levemente ácido e a baixa temperatura) mostrou-se eficaz para prolongar substancialmente a vida útil do radical livre azul em solução. Em uma preparação contendo 5 gotas de dipirona e 10 gotas de vinagre de álcool (ácido acético 4%) em 50 mL de água a 10°C acrescida de 15 gotas de hipoclorito de sódio a 2%, a cor azul da solução se manteve por quase sete minutos antes de desaparecer por completo.[carece de fontes?]
A adição de água sanitária em excesso causa uma rápida oxidação da dipirona, de forma que o tempo de duração da cor azul é muito reduzido. Excesso de solução de água sanitária, a qual é um material alcalino, também acarreta no aumento do pH, levando ao desenvolvimento de um meio básico que inibe a formação do radical. Consequentemente, o experimento executado de forma incorreta, com excesso de água sanitária, resulta em solução amarela sem passar pela cor azul, o que é um resultado indesejável.
Outro fenômeno observado é que, pouco tempo após o desaparecimento da cor azul na solução, caso ainda haja dipirona não reagida suficiente na solução e mais gotas de hipoclorito de sódio sejam adicionadas, a cor azul surge muito mais intensa do que no início da reação. O motivo desse fenômeno é o fato do NaClO adicionado oxidar a dipirona restante para MAP, que imediatamente reagirá com o dicátion ainda presente na solução proveniente da oxidação anterior. Neste caso, o excesso de dicátion desloca a reação para a direita, no sentido da formação do radical, resultando na formação massiva do produto azul. [carece de fontes?]

## Cuidados
A água sanitária é uma substância de caráter básico considerável, além de ser um agente oxidante agressivo. Por causa disso, ela é uma substância tóxica e corrosiva, devendo-se ter cuidado ao lidar com ela, evitando sua inalação, ingestão ou contato direto com a pele.
A benzoquinona e outros produtos formados ao final da reação (como compostos clorados, formaldeído e algumas cloraminas em potencial) são tóxicos e muito irritantes para a pele, olhos e vias respiratórias, devendo-se evitar o contato direto da mistura reacional com a pele, sua ingestão ou inalação.
Recomenda-se o uso de luvas e máscaras ao realizar este experimento.